# Acropyga keira
Acropyga keira é uma espécie de formiga do gênero Acropyga, pertencente à subfamília Formicinae.